# 네움

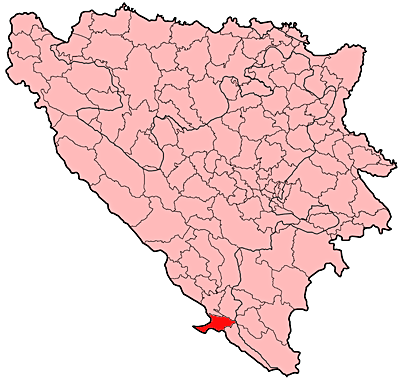
네움의 위치

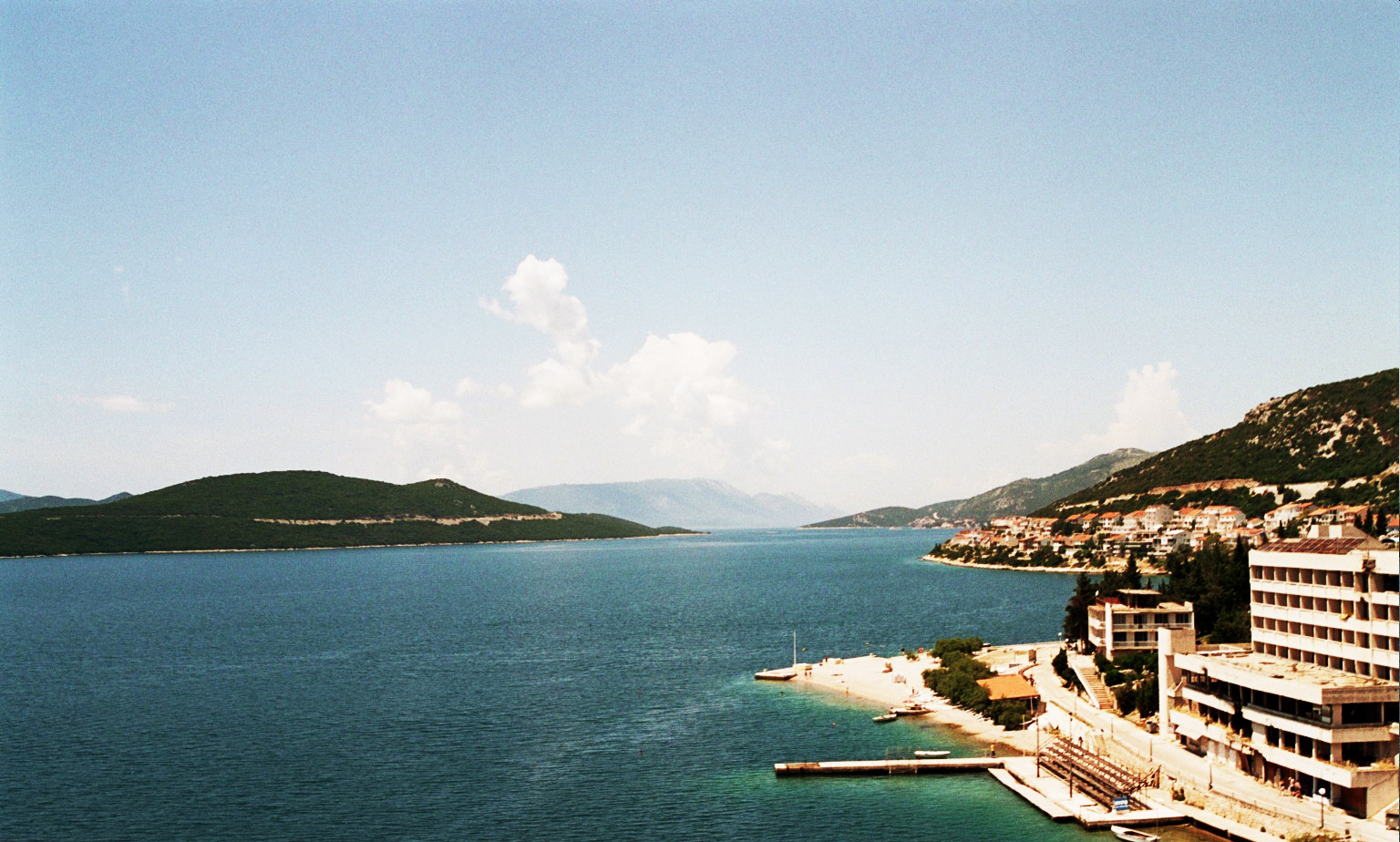
네움의 바닷가 모습

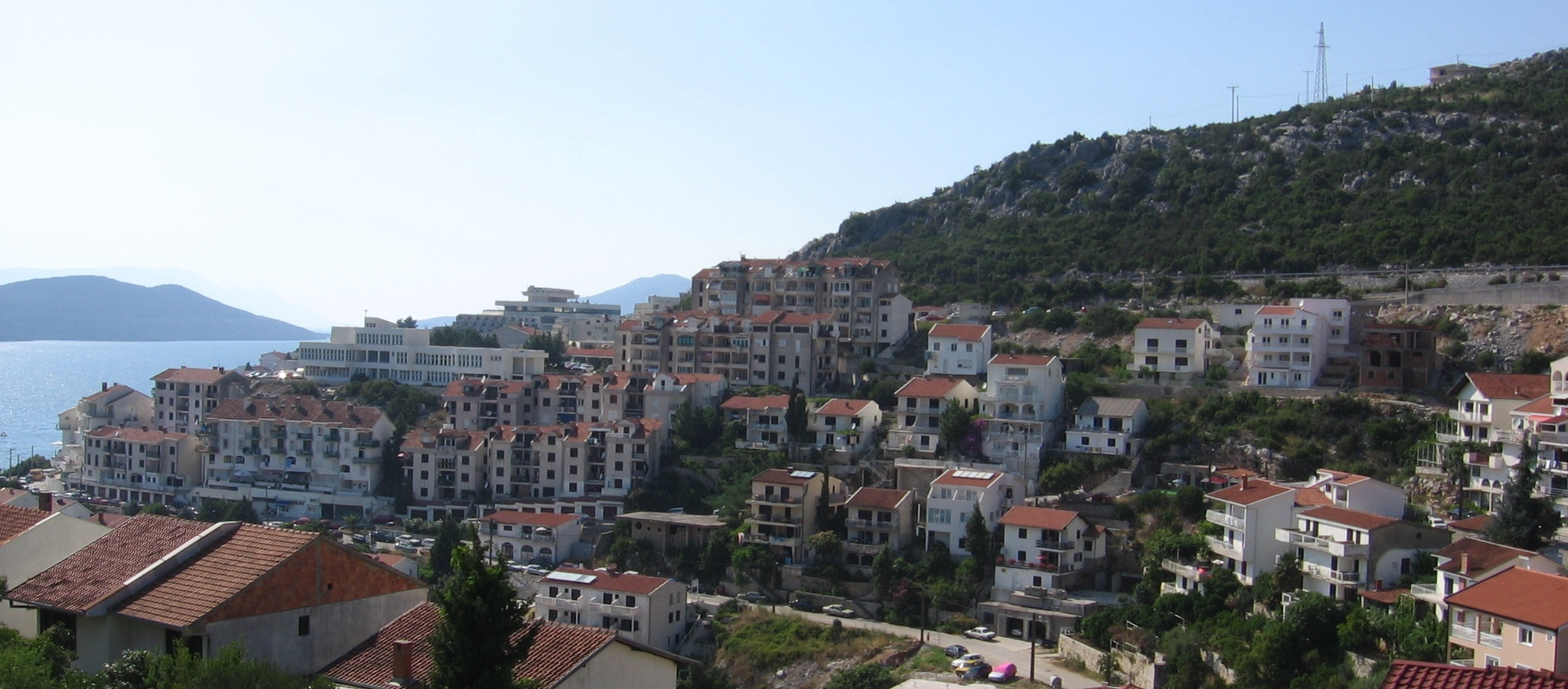
네움에 있는 마을

네움(보스니아어: Neum)은 보스니아 헤르체고비나에서 바다에 닿아있는 유일한 해안 지대이다. 이 작은 바닷가 마을 때문에 보스니아 헤르체고비나는 아드리아해로 통하는 약 21km의 좁은 해안선을 확보하여 내륙국에서 벗어났다. 이 마을은 행정 구역상으로는 보스니아 헤르체고비나 연방에 속하는 주인 헤르체고비나네레트바 주에 속하며 크로아티아의 두브로브니크는 네움으로 말미암아 크로아티아 본토와 끊어져 있는 월경지이다.

## 역사
1718년에 체결된 파사로비츠 조약의 결과 달마티아의 거의 전역이 베네치아 공화국령이 되었지만, 베네치아 공화국과 오스만 제국의 보호국이었던 라구사 공화국(현재의 크로아티아 두브로브니크이며 당시에는 도시 국가 상태였음) 사이의 분쟁을 막기 위해, 네움은 양자 간의 완충 지대로서 오스만 제국령이 되었다. 이때 확정된 국경선이 옛 유고슬라비아 연방 공화국의 복잡한 분쟁을 거치면서도 현재까지 유지되고 있다.

## 현황
네움에는 가파란 언덕과 모래사장이 있는 해변, 그리고 거대한 관광호텔등이 있다. 물가가 인접한 크로아티아에 비해 싸기 때문에, 이곳은 쇼핑객들에게 인기가 높다. 관광 산업과 교역은 이 지역의 경제 발전을 선도하고 있다. 크로아티아와의 월경 심사는 비교적 간단하다.
네움에는 관광객을 위한 각종 편의 시설이 잘 갖추어져 있다. 네움의 관광 산업은 거의 바닷가에 집중되어 있다. 네움의 내륙 지방에는 풍부한 고고학적 역사및 때묻지 않은 자연 지대가 있으며, 개발이 기대되고 있다.
시는 해마다 엣노페스트 네움이라는 음악 축제를 주최하고 있다.
네움의 여름은 길고 따뜻하고, 겨울은 짧고 혹독하다. 네움은 연 일조량이 가장 많은 해안지방중 하나이다. 연평균 수온은 1월에 섭씨 13도, 7월 ~ 8월에는 섭씨 32도 가량이 된다. 수영 및 일광욕, 해변 거닐기, 보트 타기 및 많은 수상 스포츠 등으로 인기가 있다.
네움은 두브로브니크에서 60km 떨어져 있고, (두브로브니크 공항에서 80km) 모스타르 및 메주고레로부터 70km, 플로체 및 메트코비치로부터 30km 거리에 있다. 양 지역과는 모두 철도로 연결되어 있다.
1991년 지방 자치체 기록에 따르면 네움에는 총 4,268명이 거주하고 있다. 주민의 민족별 구성비는 크로아티아인 3738명(87.6%), 세르비아인 209명(4.9%), 보스니아 이슬람교도 196명(4.7%) 그외의 구 유고슬라비아 출신 92명(2.1%), 기타 33명(0.7%)의 순이었다.

## 기후
| Neum의 기후              | Neum의 기후 | Neum의 기후 | Neum의 기후 | Neum의 기후 | Neum의 기후 | Neum의 기후 | Neum의 기후 | Neum의 기후 | Neum의 기후 | Neum의 기후 | Neum의 기후 | Neum의 기후 | Neum의 기후  |
| 월                       | 1월         | 2월         | 3월         | 4월         | 5월         | 6월         | 7월         | 8월         | 9월         | 10월        | 11월        | 12월        | 연간         |
| ------------------------ | ----------- | ----------- | ----------- | ----------- | ----------- | ----------- | ----------- | ----------- | ----------- | ----------- | ----------- | ----------- | ------------ |
| 일평균 최고 기온 °C (°F) | 9.7 (49.5)  | 11.3 (52.3) | 14.3 (57.7) | 17.5 (63.5) | 22.5 (72.5) | 26.2 (79.2) | 29.7 (85.5) | 29.4 (84.9) | 25.9 (78.6) | 20.6 (69.1) | 14.8 (58.6) | 11.2 (52.2) | 19.4 (67.0)  |
| 일일 평균 기온 °C (°F)   | 6.6 (43.9)  | 7.9 (46.2)  | 10.2 (50.4) | 13.0 (55.4) | 17.6 (63.7) | 21.2 (70.2) | 24.4 (75.9) | 24.2 (75.6) | 20.9 (69.6) | 16.3 (61.3) | 11.4 (52.5) | 8.2 (46.8)  | 15.2 (59.4)  |
| 일평균 최저 기온 °C (°F) | 3.6 (38.5)  | 4.5 (40.1)  | 6.1 (43.0)  | 8.6 (47.5)  | 12.7 (54.9) | 16.3 (61.3) | 19.2 (66.6) | 19.0 (66.2) | 16.0 (60.8) | 12.1 (53.8) | 8.0 (46.4)  | 5.2 (41.4)  | 10.9 (51.7)  |
| 평균 강수량 mm (인치)    | 135 (5.3)   | 123 (4.8)   | 106 (4.2)   | 100 (3.9)   | 75 (3.0)    | 59 (2.3)    | 38 (1.5)    | 52 (2.0)    | 88 (3.5)    | 127 (5.0)   | 174 (6.9)   | 172 (6.8)   | 1,249 (49.2) |
| [ 출처 필요 ]            |             |             |             |             |             |             |             |             |             |             |             |             |              |

## 그 밖

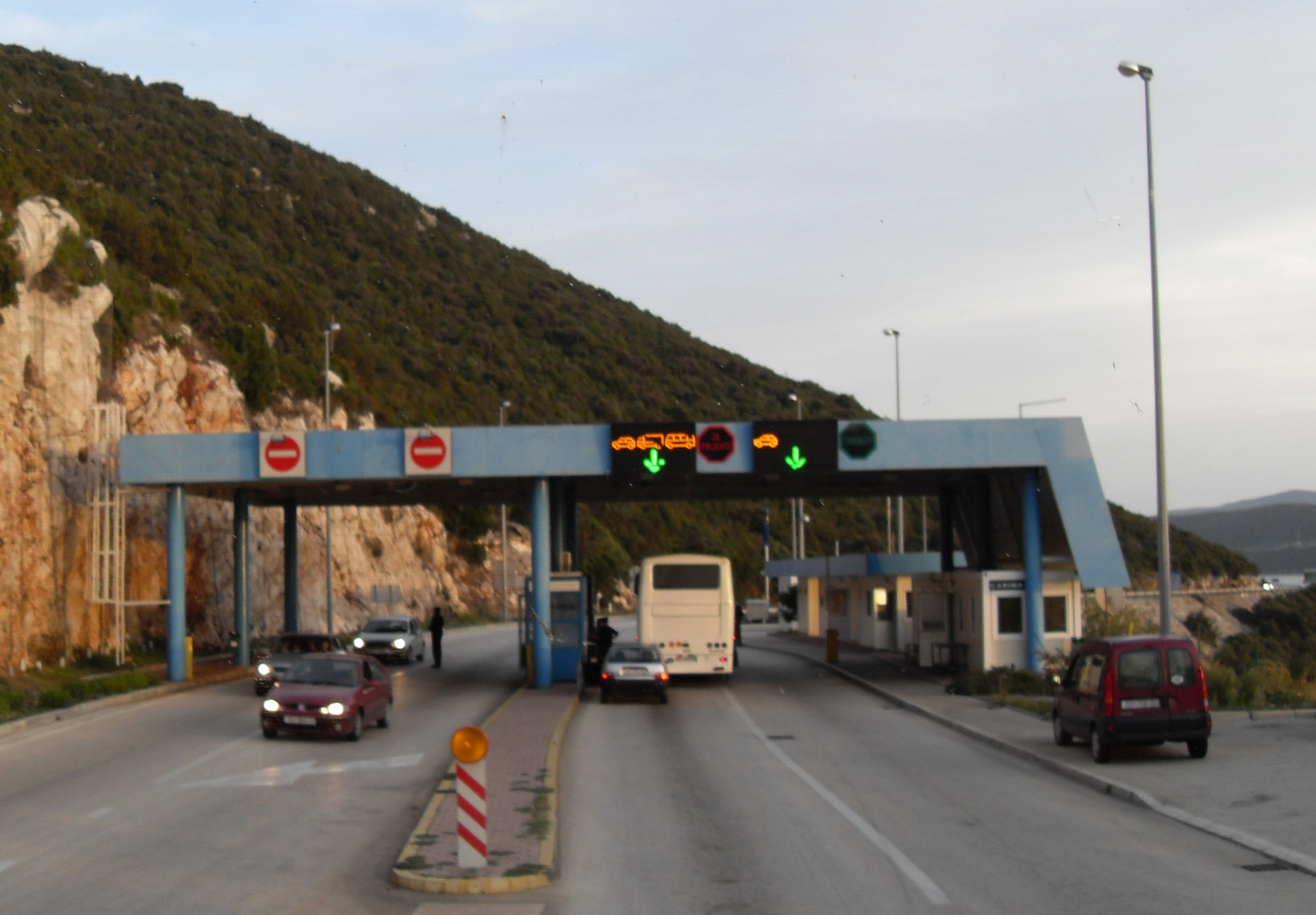
네움 북쪽의 크로아티아에서 보스니아로 들어가는 곳의 검문소

네움은 보스니아 헤르체고비나 유일의 바다와 마주한 곳이지만, 남쪽 지형은 반도와 각종 섬들로 차단되어 있고, 아드리아 해로 나가려면 멀리 돌아가야 하며, 보스니아 헤르체고비나 본토와는 험준한 산으로 가로막혀 있어 이 곳에 국가 경제와 대외 무역의 창구가 될 만한 거대한 항구는 없다. 보스니아 헤르체고비나는 네움에서 30km 북쪽에 있는 크로아티아의 프로체 항을 크로아티아 정부와의 협약 아래 경제적 의미의 중추 항구로 사용하는 관리권이 있다. 반면, 크로아티아는 네움지역을 통하지 않고, 크로아티아 본토와 두브르브니크를 잇는 펠리에샤츠 다리(총길이 2,374m)의 건설을 보스니아 헤르체고비나 정부로부터 승인받았다.